# A Ética da Liberdade
A Ética da Liberdade (em inglês:  The Ethics of Liberty) é um livro de 1982 do economista e filósofo americano Murray Rothbard da vertente política anarcocapitalista.

## Conteúdo
Rothbard disserta sobre as implicações da teoria libertarianista no campo da ética e sobre como a conduta individual seria moldada pela sociedade em um ambiente sem Estado. Diversos são os tópicos abordados, sempre em defesa da liberdade máxima, paralelamente à explicação de como os outros indivíduos reagiriam a certas atitudes. No geral, é desenvolvida a teoria anarquista de que mesmo sem uma autoridade central capaz de impor um comportamento aceito como moral na base da força, ainda assim os indivíduos teriam todos os incentivos para viverem a partir de condutas bem aceitas socialmente.

## Recepção
O livro teve uma repercussão positiva na maioria dos círculos libertarianista. Posteriormente, uma extensa introdução foi escrita por Hans-Hermann Hoppe, outro autor libertarianista. Hoppe considera A Ética da Liberdade a segunda maior obra de Rothbard, atrás apenas de Man, Economy, and State (1962).